# Michail Michailowitsch Pokrowski
Michail Michailowitsch Pokrowski (russisch Михаил Михайлович Покровский; * 21. Dezember 1868jul. / 2. Januar 1869greg. in Tula; † 10. August 1942 in Kasan) war ein russisch-sowjetischer Philologe.

## Leben und Wirken
Pokrowski, ein Schüler von F. F. Fortunatow und W. F. Miller, schloss 1891 sein Studium an der Universität Moskau ab. Er war dort von 1894 bis 1930 als Professor für römische Literatur tätig. 1929 wurde er Mitglied der Akademie der Wissenschaften der UdSSR. In seinen letzten Lebensjahren unterrichtete er am Moskauer Institut für Philosophie, Literatur und Geschichte und leitete die Abteilung für antike Literatur am Gorki-Institut für Weltliteratur (Институт мировой литературы им. М. Горького, IMLI).

### Sprachwissenschaftler
Pokrowski teilte die Ansichten der sprachwissenschaftlichen Moskauer Schule. Er verfasste wichtige Werke zur lateinischen und allgemeinen Semantik.
In seinen sprachwissenschaftlichen Werken hat Pokrowski darüber hinaus eine Reihe von wertvollen Beiträgen zur Etymologie, Lexikologie und Wortbildung erbracht.